# Бананова республіка
Бана́нова респу́бліка (англ. banana republic, ісп. república bananera) — напівжартівлива й часто принизлива назва типової сировинно-аграрної країни так званого «Третього світу», найчастіше латиноамериканської, яка політично недорозвинена, а саме: не має власної політичної еліти або класу; політично нестійка; економічно слаборозвинена та несамостійна; перебуває під управлінням самопризначеної влади або такої, яка захопила її в результаті змови або заколоту, місцевою корумпованою клікою або хунтою.
У більшості випадків у таких країнах зберігається колоніальний або постколоніальний суспільний устрій з маленьким, значною мірою вільним соціальним шаром на верхівці та великим шаром селян, робітників і слуг, які живуть у нестерпних умовах. Крім вищеназваних ознак, «бананові республіки» зазвичай мають бідну інфраструктуру, нерозвинену систему народної освіти, відсталу економіку, низькі внутрішні інвестиції, залежність від іноземних інвестицій, дефіцит бюджету та слабку власну валюту. Політичний устрій також часто нестабільний, а влада змінюється в результаті переворотів. Великий політичний вплив у таких країнах мають інші держави або корпорації. 
У вузькому сенсі це поняття вживали щодо країн Центральної Америки (зокрема Гондурас, Гватемала), де протягом тривалого часу американська фруктова компанія «Чікіта» (колишня «Юнайтед-фрут-компані», яка потім перейменувалася спершу на «Юнайтед-брендз-компані», а вже згодом «Чікіта-брендз-інтернешнл-інкорпорейтед») мала значний вплив на економіку та політику країн регіону (зокрема організувала кілька військових інтервенцій і подальших за ними державних переворотів, унаслідок яких компанія отримала велику площу сільськогосподарських земель).

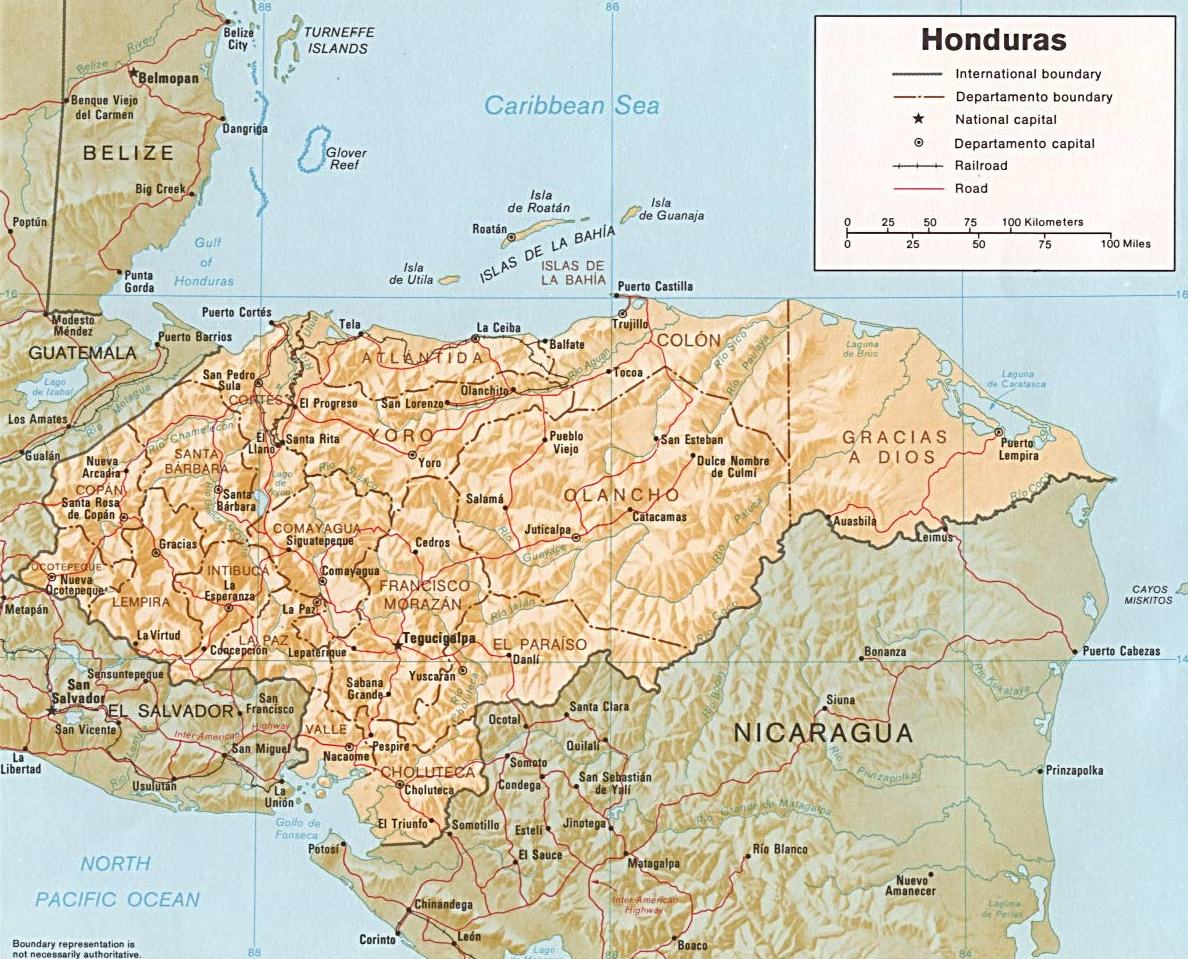
Гондурас

## Історія
Поняття «бананова республіка» запровадив О. Генрі, американський письменник-гуморист, у своїй збірці оповідань «Королі і капуста», який певний час проживав у Гондурасі. Республіканська форма правління в Латинській Америці часто була прикриттям для диктатури, а «банан» символізував орієнтацію економіки країни на монокультурне сільське господарство та відсутність сучасної промисловості. Відтоді бананові республіки часто є темою для висміювання та гумору. 

## Цитування
1. ↑  "Неспокійний Гондурас" [Архівовано 2022-05-25 у Wayback Machine.], газета День, 7 липня 2009.